# L'eclissi
L'eclissi è il quinto album in studio del gruppo musicale italiano Subsonica, pubblicato il 20 novembre 2007 dalla Virgin Records.

## Descrizione
Anticipato da La glaciazione, l'album si compone di dodici brani, tra cui una traccia fantasma. Il testo di Piombo è stato scritto con la collaborazione di Meg (ex 99 Posse), ed è ispirato al libro Gomorra di Roberto Saviano. La parte del testo che recita «Quella di chi scrive denunciando la sua realtà» è proprio dedicata allo scrittore napoletano.

## Promozione
L'album è stato reso inizialmente disponibile su iTunes in anteprima dal 20 novembre, mentre la versione CD è uscita nei negozi italiani tre giorni più tardi. Come annunciato dagli stessi Subsonica le prime tirature dell'album hanno avuto un errore, ovvero il dorso del CD stampato in verde, completamente discromico con la copertina e il libretto.
Il video musicale di Quattrodieci venne trasmesso per la prima volta sul canale Fox appartenente a Sky, il video venne dedicato alla serie di Lost, infatti nel video ci sono immagini appartenenti all'omonima serie, tempo dopo venne trasmesso nei canali musicali in versione normale con solo i Subsonica.
Il disco è stato promosso anche dalla tournée L'eclissi Tour 2007/2008, partito il 23 novembre 2007 a Jesolo, per poi continuare fino a Natale.
Il tour è ripreso nel febbraio 2008, protraendosi fino a marzo, con nuove date in tutta Italia. In questo periodo, sono stati apportati dei cambiamenti alla scaletta originale del 2007, introducendo nuove canzoni dall'album L'eclissi.

## Tracce
Testi e musiche di Massimiliano Casacci, Davide Di Leo, Enrico Matta e Samuel Umberto Romano.
1. Veleno – 4:19
2. Ali scure – 3:57
3. La glaciazione – 6:22
4. L'ultima risposta – 4:33 (Massimiliano Casacci, Davide Di Leo, Enrico Matta, Samuel Umberto Romano, Luca Vicini)
5. Il centro della fiamma – 6:18 (Massimiliano Casacci, Davide Di Leo, Enrico Matta, Samuel Umberto Romano, Alessandro Spedicati)
6. Nei nostri luoghi – 5:13
7. Quattrodieci – 3:37 (Massimiliano Casacci, Davide Di Leo, Enrico Matta, Samuel Umberto Romano, Luca Vicini)
8. Piombo – 3:48 (Massimiliano Casacci, Maria Di Donna, Davide Di Leo, Enrico Matta, Samuel Umberto Romano)
9. Alta voracità – 3:28 (Massimiliano Casacci, Davide Di Leo, Enrico Matta, Samuel Umberto Romano, Luca Vicini)
10. Alibi – 5:15
11. Canenero – 4:11
12. Stagno – 14:25 – contiene la traccia fantasma Corpo celeste

## Formazione
- Samuel Umberto Romano – voce, chitarra (Corpo celeste)
- Massimiliano Casacci – chitarra, voce
- Davide Dileo – tastiera, voce
- Luca Vicini – basso
- Enrico Matta – batteria

## Classifiche

### Classifiche settimanali
| Classifica (2007) | Posizione massima |
| ----------------- | ----------------- |
| Italia            | 5                 |

### Classifiche di fine anno
| Classifica (2007) | Posizione |
| ----------------- | --------- |
| Italia            | 69        |